# HD161342
HD161342 — хімічно пекулярна зоря спектрального класу
B8 й має видиму зоряну величину в смузі V приблизно  9,0.

## Пекулярний хімічний склад
Зоряна атмосфера HD161342 має підвищений вміст 
Si
.